# ولیکی بوراک
ولیکی بوراک (به لاتین: Veliki Borak}} یک منطقهٔ مسکونی در صربستان است که در بلگراد واقع شده‌است.

## خصوصیات
ولیکی بوراک ۱٬۲۸۷ نفر جمعیت دارد.